# レイ、最初の呼吸
『レイ、最初の呼吸』（レイ、さいしょのこきゅう、The First Breath of Tengan Rei）は、日米合作の長編映画。
2008年完成。2009年にアメリカ、インド、日本で上映。沖縄女性を主役とする映画である。Okinawa Project（沖縄プロジェクト）。
- 脚本・監督・プロデュース：Junko Kajino（梶野純子）、Ed M. Koziarski（エドワード・コジアスキー）
- 出演：Erika（小田エリカ）、Katori Eason（カトリ・イーソン）、Sean Nix、Ric Arthur
- ロケ地：沖縄、シカゴ

## 内容
沖縄で米兵に暴行を受けた少女レイが10年後、兵士に対面するためアメリカへ渡る。そこで、一人の兵士の息子パリスを誘拐してしまう。映画は、主人公レイの痛みと回復、そして純粋な少年パリスとの交流を美しく描く。